# Тараб'я II
Тараб'я II (*бірм. ဆင်ဖြူရှင် တရဖျား; 12 жовтня 1327 — 23 лютого 1352) — 6-й володар царства Сікайн у 1349—1352 роках.

## Життєпис
Походив з шанської М'їнсайнської династії. Третій син Союна, володаря Сікайну, та Со Хнаунг (доньки паганського царя Чавсва). Народився вже після смерті батька 1327 року. З огляду на малолітство синів Союна владу захопив їх зведений стрийко Тараб'я I, що одружився з матір'ю Часви.
1336 року Тараб'ю I було повалено власним сином Шветаунгтетом скинув свого батька і захопив трон. Проте Со Хнаунг за допомогою амати (міністра) Нанди Пак'яна сховала Тараб'ю та його братів у Міндоні на території царства Пінья. Протягом наступних трьох років Со Хнаунг, що можливо, навіть стала коханкою Нанди Пак'яна, інтригувала проти нового правителя. 1339 року війська узурпатора захопили Міндон, де синів Союна було відправлено до Сікайну. Але в цей час відбулося декілько заколотів, наслідком чого влада перейшла до старшого брата Тараб'ї — Часви.
У листопаді 1349 року після смерті іншого брата — Анорати II — успадкував трон. Прийняв титул сінбюшин (володар білого слона). 1350 року надав прихисток Свасоке, сукрі (намісник) Яметіна, що повстав, зазнав поразки й втік з царства Пінья. 1351 року за посередництва Тадо Хсінхтейн, намісника Тагаунга, уклав мирний договір з Чавсвою II, царем Піньї. Можливо обидва правителі були змушені піти на перемир'я через загрозу з боку шанської держави Муанг Мао, яка значно посилилася й стала здійснювати набіги на сусідів.
Помер 1352 року. Новим володарем став небіж Мінб'яук Тхіхапате.